# Centro Católico Parlamentar
O Centro Católico Parlamentar foi uma organização política de matriz católica, formada por alguns membros da Câmara dos Pares, em 1894, que acabou por fracassar no ano seguinte sem resultados. No entanto servirá de inspiração para a criação do  Partido Nacionalista em 1903.

## História
A formação do Centro Católico Parlamentar decorreu num período de transformações na forma como a Igreja Católica se posicionava em relação à política e aos políticos. O acontecimento que despoletou a acção do movimento católico português foi a publicação da encíclica papal Au milieu des sollicitudes, comummente conhecida como «Carta sobre o Ralliement», publicada a 16 de Fevereiro de 1892, por Leão XIII.
Com esse objectivo alguns membros da Câmara dos Pares deram início ao projecto de formação de um centro parlamentar que pugnasse pela defesa dos direitos religiosos e da influência cristã nas medidas tomadas pelo governo português.
A apresentação oficial do Centro Católico Parlamentar foi feita na Câmara dos Pares, na sessão de 27 de Novembro, por D. Manuel Correia de Bastos Pina, bispo-conde de Coimbra, pelo Conde de Casal Ribeiro e por D. Augusto Eduardo Nunes, arcebispo de Évora. Todos fizeram questão de realçar que a aspiração da Igreja portuguesa não era a formação de um partido católico, e que esta iniciativa pretendia congregar membros dos dois principais partidos políticos da época, o Partido Regenerador e o Partido Progressista.
No seguimento destas declarações públicas foi constituída a comissão administrativa do Centro Parlamentar: Casal Ribeiro, Barros Gomes e o marquês de Pombal António de Carvalho Melo e Daun de Albuquerque e Lorena, apoiados por Jacinto Cândido e Jerónimo da Cunha Pimentel. Não obstante, o avanço do projecto foi imediatamente travado pelo encerramento das cortes, a 28 de Novembro, reabrindo apenas em Janeiro de 1896. Para além disso, as principais razões para a falta de desenvolvimento desta empresa católica foram a falta de consistência da ideia e a inexistência de um programa de acção, associadas ao pouco dinamismo do movimento católico português.